# Planetari de Castelló
El Planetari de Castelló és un centre cultural de divulgació científica i tecnològica situat a Castelló de la Plana. Va ser inaugurat el 8 de maig de 1991 sent en el seu moment el segon de les seves característiques a Espanya i el primer al País Valencià. És gestionat per l'Ajuntament de Castelló.

## Edifici

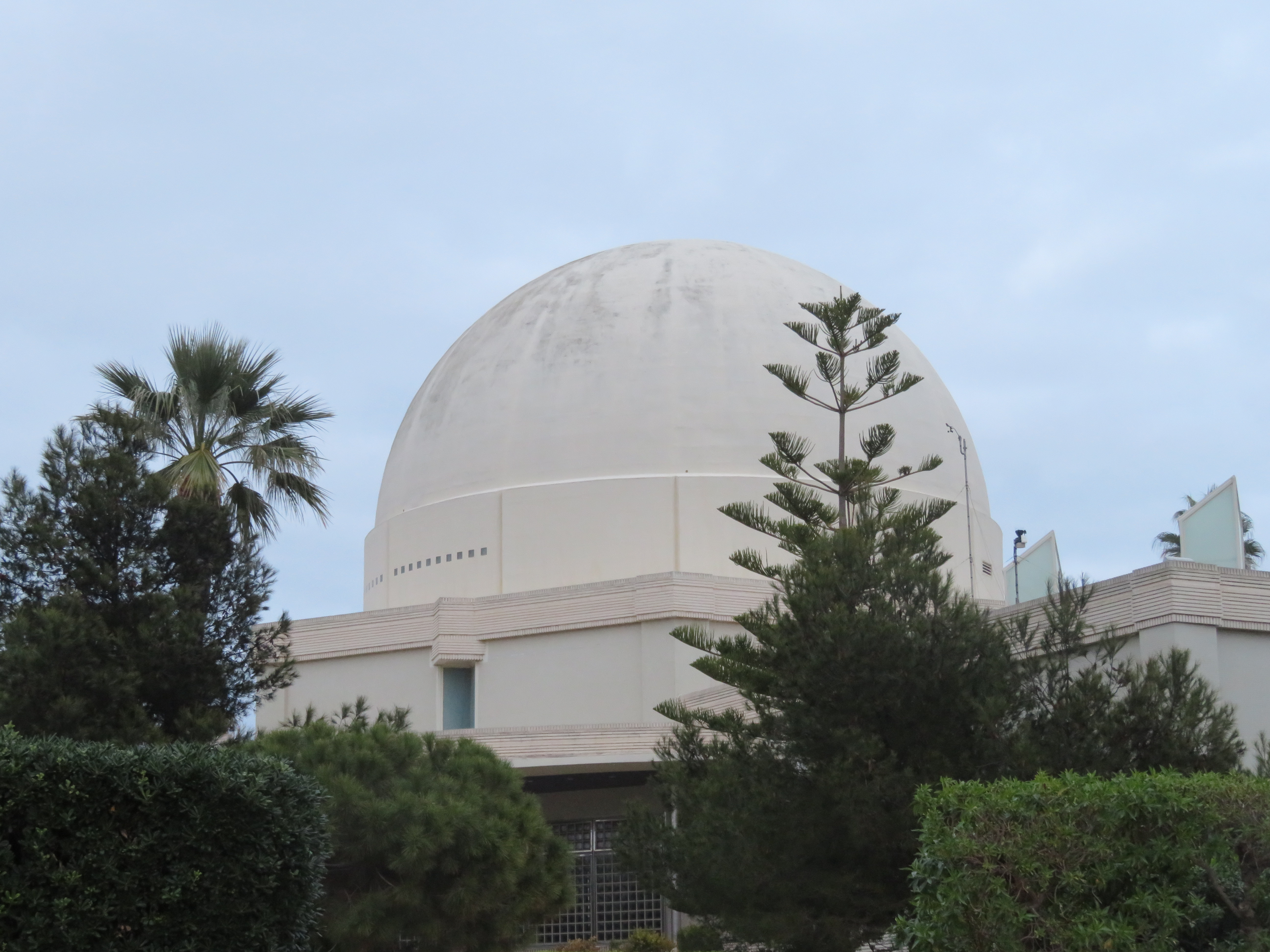
Planetari de Castelló.

L'edifici del planetari està situat en el Grau de Castelló a tot just uns metres de la platja, al nord del port. Des de l'exterior destaca la seua cúpula de 25 metres que alberga la sala de projeccions. Al peu de les escalinates que donen accés al planetari es troba l'estàtua La Femella de la Mar de l'escultor castellonenc Juan Ripollés.
En el vestíbul de l'edifici es troba un pèndol de Foucault i un espai d'exposicions temporals sobre ciència i tecnologia que ha albergat exposicions en col·laboració amb la Ciutat de les Arts de les Ciències de València o la Fundació Telefònica, entre d'altres. En el semisoterrani es troben més sales d'exposicions i entre elles una permanent dedicada a les Illes Columbretes i, en general, el món marítim/pesquer.
En el seu interior, al costat del pèndol de Foucault hi ha diverses exposicions permanents, es tracta d'una exposició de miralls corbs, l'escultura Big bang, de Francisco Javier Cosin Lázaro, que representa la gran explosió que dona lloc a l'Univers; està feta de fusta natural, ferro i plàstic. També hi ha l'exposició INTREG'ARTE, amb una mostra de peces que representen la fauna i flora del Parc Natural de les Illes Columbretes i que han estat fetes pel Taller de Ceràmica del Maset de Frater, que ha col·laborat en el desenvolupament d'aquesta exposició. Són eriçons de mar, llagostes, neros i coralls que estan acompanyats pel far de les Illes Columbretes.
En la planta superior es troba la sala de projeccions amb capacitat per a un centenar d'espectadors i una pantalla semiesfèrica amb un diàmetre de 12.5 metres. El sistema de projecció és híbrid: des de la seva inauguració s'utilitza el projector optomecànic ZEISS Model-VI-A i en 2015 es va afegir un projector digital a cúpula completa RSA Cosmos ISS 1C HD.

## Història
El Planetari es va inaugurar el 8 de maig de 1991 i des de llavors ha estat un focus de divulgació de la ciència i de l'entreteniment a la ciutat de Castelló de la Plana.
Entre els esdeveniments que s'hi duen a terme destaquen les Jornades d'Astronomia, que gairebé des del principi s'han convertit en un punt de trobada important a nivell nacional dels astrònoms aficionats, així com dels formadors del jovent.
El Planetari també ha estat lloc de reunió per a observacions d'esdeveniments astronòmics com ara eclipsis de Sol o de Lluna i trànsits planetaris per davant del Sol. Altres observacions planificades es fan realitzen tots els estius i quan els acostaments planetaris les fan més espectaculars.
Durant aquests anys han passat pel Planetari algunes exposicions itinerants que, juntament amb les pròpies, han ofert al públic una visió molt variada de la ciència, tant de la naturalesa com de la física o la paleontologia.

## Activitats

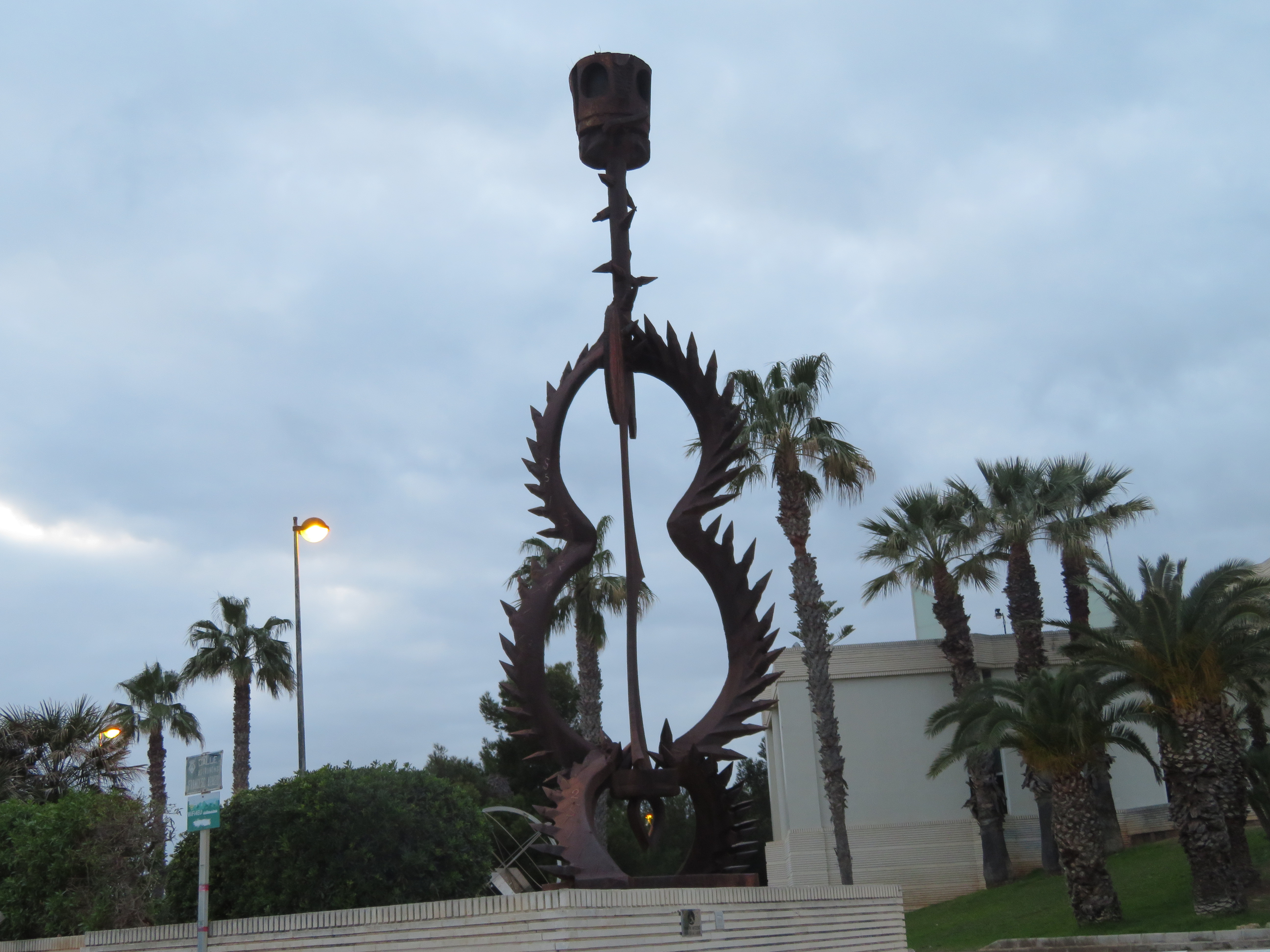
Escultura La Femella de la Mar obra de Juan Ripollés "Ripo", obra exposada en el Planetari de Castelló.

El Planetari de Castelló organitza activitats divulgatives al llarg de tot l'any: projeccions, planetaris en viu, tallers infantils, cursos d'introducció a l'astronomia, observacions d'eclipsis solars i lunars, observacions del cel, etc.
Durant la temporada hivernal rep la visita de nombrosos centres educatius de la Comunitat Valenciana i durant la temporada estival és un lloc de referència per als turistes que visiten Castelló. El 2018 va tenir més de 40.000 visitants segons dades de la pròpia institució.
El planetari també acull i organitza congressos i jornades científiques i de divulgació. Especialment significatives són les Jornades d'Astronomia que es venen organitzant des de 1992 ininterrompudament (excepte en 2020 i 2021 per la COVID-19). Bianualment també acull les Jornades de Ciències de la Terra centrades en la geologia i les seves ciències (paleontologia, mineralogia, etc.) orientades especialment al professorat.
En 2022 el Planetari de Castelló es va utilitzar com a escenari en el rodatge de la pel·lícula Kepler Sexto B, dirigida per Alejandro Suárez Lozano i en la qual participaven Daniela Pezzotti, Karra Elejalde i Juli Mira.